# Stachydeae
Tribu
Les Stachydeae sont une tribu de plantes à fleurs, de la sous-famille des Lamioideae (famille des Lamiacées).
Le genre type de la tribu est Stachys L.

## Liste des genres
Haplostachys – Hypogomphia – Melittis – Phlomidoschema – Phyllostegia – Prasium – Sideritis – Stachys – Stenogyne – Suzukia – Thuspeinanta

## Publication originale
- Dumortier B.C.J., 1827. Florula Belgica, opera majoris prodromus. 172 pp., Casterman, Tornacum Nerviorum. p. 44.